# Олимпия (футбольный клуб, Асунсьон)
«Оли́мпия» (исп. Club Olimpia) — парагвайский футбольный клуб из Асунсьона. Один из самых титулованных клубов мира, старейшая и самая титулованная команда страны: трижды завоёвывала Кубок Либертадорес и однажды — Межконтинентальный кубок. Единственный парагвайский клуб, выигрывавший международные турниры под эгидой КОНМЕБОЛ.

## История

Стадион «Мануэль Феррейра».

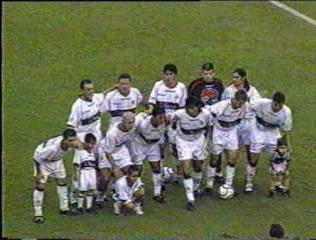
«Олимпия» в 2002 году

Клуб был основан 25 июля 1902 года нидерландцем Вильямом Паатсом вместе с группой парагвайцев. Из трёх вариантов названия («Парагвай», «Спарта» («Esparta») и «Олимпия») Вильям Паатс выбрал «Клуб Олимпия», в честь греческого города-полиса Олимпия, где родились Олимпийские игры. Цветами «Олимпии» стали чёрный и белый.
«Олимпия» — единственная команда, которая достигала финала в течение каждого десятилетия в Кубке Либертадорес с тех пор, как стартовал этот турнир в 1960 году («Олимпия» пробивалась в финал в 1960, 1979, 1989, 1990, 1991, 2002). Трижды клуб выигрывал трофей.
Финал 1960 года против «Пеньяроля» стал вершиной для «Олимпии», венчавшей 5 титулов чемпиона Парагвая кряду. В 1979 году, когда «Олимпия» помимо выигрыша Кубка Либертадорес (это была первая победа в Кубке клуба, не представлявшего Уругвай, Аргентину или Бразилию) стала ещё и лучшим клубом планеты, обыграв представителя Европы в матче за Межконтинентальный Кубок. Триумф парагвайского футбола в 1979 году был подкреплён победой сборной Парагвая на Кубке Америки, базовым клубом для сборной выступила «Олимпия».
С 1989 по 1991 год «Олимпия» трижды подряд играла в финале Кубка Либертадорес, выиграв трофей в 1990. В тот же год был выигран и второй по значимости трофей Южной Америки — Суперкубок Либертадорес. «Олимпия» и «Сан-Паулу» — единственные две команды, завоёвывавшие как Кубок Либертадорес, так и Суперкубок в один год.
В 2002 году клуб праздновал своё столетие, в очередной раз завоевав главный южноамериканский клубный трофей, по-пенальти сломив сопротивление бразильского клуба «Сан-Каэтано».
2000-е годы, за исключением начала десятилетия, стали одним из самых неудачных периодов в истории «Олимпии». После победы в Клаусуре 2011, получившей статус отдельного чемпионата Парагвая, «чёрно-белые» вновь стали грозной силой в Южной Америке. В 2013 году, спустя 11 лет, «Олимпия» вновь вышла в финал Кубка Либертадорес, продолжив традицию добираться до этой стадии хотя бы раз в десятилетие, но проиграла в финале «Атлетико Минейро» (2:0, 4:3 — по пенальти; первая игра — 0:2).
В конце 2010-х «Олимпия» вновь стала доминировать в парагвайском футболе. Команда выиграла четыре чемпионата подряд в 2018—2019 годах (как Апертуру, так и Клаусуру), что не удавалось сделать ни одному клубу с момента введения коротких чемпионатов в 2008 году.

## Главные соперники
- Самый большой конкурент «Олимпии» — «Серро Портеньо» — «Super Clasico» парагвайского футбола. «Серро» 34 раза выигрывал чемпионат Парагвая, однако на международной арене «красно-синие» даже близко не может сравниться со своими конкурентами (пять полуфиналов Кубка Либертадорес).
- Против клуба «Гуарани» («el clasico mas anejo» — «Старшее Класико», поскольку это два старейших клуба страны).
- Против клуба «Либертад» («el clasico blanco y negro» — «Чёрно-белое Класико» — по официальным цветам команд).

## Достижения
- Чемпион Парагвая (45): 1912, 1914, 1916, 1925, 1927, 1928, 1929, 1931, 1936, 1937, 1938, 1947, 1948, 1956, 1957, 1958, 1959, 1960, 1962, 1965, 1968, 1971, 1975, 1978, 1979, 1980, 1981, 1982, 1983, 1985, 1988, 1989, 1993, 1995, 1997, 1998, 1999, 2000, Кл. 2011, Кл. 2015, Ап. 2018, Кл. 2018, Ап. 2019, Кл. 2019, Кл. 2020
- Вице-чемпион Парагвая (26): 1906, 1907, 1915, 1917, 1920, 1923, 1939, 1941, 1943, 1955, 1961, 1963, 1969, 1972, 1973, 1974, 1986, 1987, 1994, Ап. 2011, Ап. 2012, Ап. 2016, Кл. 2016, Кл. 2017, Ап. 2020, Ап. 2021
- Обладатель Кубка Парагвая (1): 2021
- Обладатель Суперкубка Парагвая (1): 2021
- Финалист Кубка Парагвая (1): 2018
- Победитель Турнира Республики (1): 1992
- Обладатель Кубка Либертадорес (3): 1979, 1990, 2002
- Финалист Кубка Либертадорес (3): 1960, 1989, 1991, 2013
- Обладатель Суперкубка Либертадорес (1): 1990
- Обладатель Рекопы (1): 1990, 2002
- Обладатель Межамериканского кубка (1): 1980
- Обладатель Межконтинентального кубка (1): 1979

## Знаменитости
7 августа 2021 года «Олимпия» объявила об открытии «Площади „бахромчатых“ героев», на которой будут увековечиваться наиболее выдающиеся личности в истории клуба. Из-за пандемии сама официальная церемония открытия площади была перенесена, но список первых лауреатов клуб опубликовал. Изначально в этот список попали четыре человека (описания курсивом взяты из официального информационного сообщения клуба):
1. Освальдо Доминго Дибб — Почётный президент и руководитель, при котором клуб выиграл наибольшее количество трофеев
2. Аурелио Гонсалес — «Великий капитан», величайший футболист в истории клуба
3. Эвер Уго Альмейда — Величайший вратарь в истории клуба и символ команды в её золотую эпоху
4. Луис Кубилья — Тренер, выигравший наибольшее количество трофеев в истории «Олимпии»